# Edward J. Ruppelt
Edward J. Ruppelt (17 juillet 1923 à Ottumwa - 15 septembre 1960 à Long Beach) est un officier américain de l'US Air Force, surtout connu pour avoir participé au Projet Blue Book, une enquête de l'Armée américaine sur les ovnis dans les années 1950. Il est l'inventeur du terme « UFO » (« Unidentified Flying Object », en français « ovni »).

## Biographie
Ruppelt est né en 1922 dans l'Iowa, aux États-Unis. Il fait des études d'ingénieur aéronautique avant de s'engager dans l'US Air Force en 1942. Il participe à la Seconde Guerre mondiale, où il sert dans les bombardiers. Il reçoit plusieurs médailles (dont la Distinguished Flying Cross, à deux reprises). Après la guerre, il est versé dans la Réserve et reprend ses études d'ingénieur. Il est ensuite rappelé dans le service actif lorsque la Guerre de Corée débute. 
Il est affecté a l'Air Technical Intelligence Center sur la base aérienne de Wright-Patterson, dans l'Ohio. Cette base fut le Quartier Général de deux projets d'étude sur les OVNI : le Projet Sign (1947-1948) (interrompu car trop pro-OVNI selon le gouvernement) et le Projet Grudge (1949-1951) (opération de debunking comme le dit Ruppelt dans son livre). Grudge se termine en 1951 et le Projet Blue Book lui succède, avec Ruppelt (alors capitaine) à sa tête, ayant la réputation d'être un bon gestionnaire.
Ruppelt apporte de nombreux changements dans les méthodes de travail hérités de Grudge. Il rationalise la manière dont les cas d'ovni sont décrits et analysés, en partie dans l'espoir de rendre les témoignages moins ridicules aux yeux de ses supérieurs. Conscient du fait que le sectarisme de certains avait ruiné le Projet Sign, il décide de recruter des gens ouverts d'esprit, mais neutres et rigoureux pour participer à Blue Book. Il s'efforce d'éviter les spéculations gratuites qui avaient creusé un fossé entre les partisans et les détracteurs de l'hypothèse extraterrestre (HET) parmi le personnel du Projet Sign. Par ailleurs, il a cherché conseil et soutien auprès de scientifiques et experts, en plus d'avoir fait publier des comptes rendus.
Sa contribution majeure est d'avoir fait élaborer un questionnaire standard pour les témoins d'ovnis, toujours pour rationaliser des données et pour éventuellement pouvoir se livrer à des analyses statistiques. Il chargea le Battelle Memorial Institute de créer le questionnaire et d'informatiser les données recueillies. Grâce à ce procédé, Battelle a pu faire une grande étude statistique sur les cas d'ovnis recensés par l'US Air Force, étude connue sous le nom de Project Blue Book Special Report No. 14. Elle établit, par exemple, que même après une étude rigoureuse, 22 % des cas étudiés par Blue Book restent non élucidés.
Sous la direction de Ruppelt, l'équipe de Blue Book a étudié certains cas d'ovnis très célèbres, comme le célèbre « Carrousel de Washington » des nuits du 19 et du 26 juillet 1952, où des sphères lumineuses survolèrent la capitale des États-Unis. La présence des objets fut confirmée par radar et par des avions de chasse envoyés sur place. Un debunking suit, fournissant une explication très contestée pour ce qui est des observations radar (des « inversions de température »). Le 29 juillet 1952, Ruppelt participa à la plus grande conférence de presse depuis la fin de la Seconde Guerre mondiale, chargée de rassurer l'opinion publique après le Carrousel. 

En 1953, le personnel de Blue Book fut réduit de 10 à 3 personnes, Ruppelt comprit le message et il démissionna de l'armée pour travailler dans l'industrie aérospatiale. En 1956, il publia The Report on Unidentified Flying Objects. Ce livre est l'un des plus importants de la bibliographie ufologique, et l'un des plus sérieux et objectifs. J. Allen Hynek déclara à propos de ce livre qu'il s'agissait d'une lecture obligatoire pour tous ceux qui s'intéressent sérieusement aux ovnis. Ruppelt y parle de Grudge, sur lequel, il écrit : 

« Avec le changement de nom et de personnel, vint le changement d'objectif, clairement affiché, qui était de se débarrasser des ovnis. Ce ne fut jamais écrit nulle part, mais il ne fallait guère d'efforts pour voir qu'il s'agissait là du véritable objectif du Projet Grudge. Ce but inavoué transparaissait dans chaque mémorandum, rapport ou directive. »

Il y évoque également Blue Book et quelques cas d'ovnis avec ses conclusions, et surtout de documents qui auraient selon lui conclu à l'existence réelle des ovnis. D'après certains, le livre de Ruppelt fut partiellement censuré par l'US Air Force. 
En 1959, le livre est réédité, enrichi de trois nouveaux chapitres, qui font l'apologie de la version officielle de l'Air Force. Certaines personnes pensent que Ruppelt aurait été victime de pressions de la part de l'armée, d'autres qu'il aurait révisé son jugement après avoir pris connaissance du mouvement des « contactés » (ceux qui prétendent avoir été contactées par des extra-terrestres). 
Ruppelt mourut d'une crise cardiaque en 1960, à l'âge de 37 ans.